# فن بنغلاديشي
الفن البنغلاديشي هو شكل من أشكال الفنون البصرية يمارس في جميع أنحاء البنغلاديش يمتلك الفن البنغلاديشي تاريخًا موجودًا منذ أكثر من 2000 عامًا ويمارس حتى الآن هناك الكثير من الأشكال المختلفة للفن البنغلاديشي وأبرزها:
- التصوير الفوتوغرافي
- الهندسة المعمارية
- النحت والرسم.

تشير أعمال التنقيب الأخيرة عن القطع الأثرية في موقع (Wari-Bateshwar) 
الأثري إلى أن تاريخ الفن البنغلاديشي يعود إلى عام 450 قبل الميلاد. 
ومع ذلك، يتم إجراء المزيد من الأبحاث في هذا الصدد حيث تتعارض هذه الحفريات مع المفاهيم السابقة حول وجود الحضارة الحضرية المبكرة في بنغلاديش، تؤكد الأدلة المناسبة حول التطور المبكر للفن البنغلاديشي في العصر المورياني، حيث تم اكتشاف عدد من التماثيل في بنغلادش تعكس التراث الغني للفن المورياني.
حدث التطور الأكثر أهمية للفن البنغلاديشي خلال حكم بالا الذي كان موجودًا في الفترة ما بين 750 إلى 1174 م 
خلق بالاس شكلًا مميزًا من الفن البوذي في بنغلادش، حتى أنه أثر على الفن الصيني، والياباني، والآسيوي الشرقي، والتبتي، استمر هذا التقدم في الفن البنجلاديشي إلى حد ما خلال حكم سينا خلال القرنين الحادي عشر والثاني عشر.
شهد الفن البنغلاديشي تأثير الفن الإسلامي على الرغم من وصول المسلمين في البنغال بداية من القرن الحادي عشر. 
بدأ هذا التأثير من خلال إنشاء سلطنة البنغال التي غطت معظم مساحة بنجلاديش الحالية ومع ذلك، ازدهر الفن الإسلامي في بنغلادش في الغالب أثناء حكم المغول ساهمت السلالات المسلمة بشكل رئيسي في المجال المعماري حيث يمكن رؤية تأثير كبير للهندسة المعمارية الإسلامية في العديد من المساجد والأضرحة والمزارات الموجودة في جميع أنحاء بنغلاديش.
أيضا تم إدخال موجة جديدة من التطور في الفن البنغلاديشي من خلال انتشار الحكم البريطاني، ترك البريطانيون تأثيرهم في كل مجال من مجالات الفنون البصرية في بنغلاديش.
تم تعزيز الفن البنغلاديشي من خلال إدخال الفن الحديث. هذه الفترة ولدت أيضا العديد من الفنانين المشهورين في بنغلاديش، بما في ذلك الفنان الكبير زين العابدين.

## التصوير الفوتوغرافي
هو شكل من أشكال الفن المعاصر وحيث حققت بنغلاديش بصمتها فيه وقد تم العمل المبكر من قبل رواد هذا الفن مثل غلام قاسم دادي، منصور علام بيك، أولهاش أحمد ونبع الدين أحمد، سيديا خانم التي كانت من أوائل المصورات النساء وأنور حسين الذي جلب تحولا كبير للفن الفوتوغرافي من خلال العمل الإنساني القوي في أواخر السبعينيات حيث كانت ممارسة التصوير الوثائقي رائدة من قبل شهيدول علم، الذي أشرف على إنشاء مكتبة صور دريك، Pathshala ، ومعهد جنوب آسيا للإعلام حيث يعتبر الآن واحدا من أرقى مدارس التصوير في العالم.

## الفن المعماري البنغلاديشي
تحمل بقايا المواقع الأثرية القديمة شهادة وافرة على حقيقة أن الهندسة المعمارية كانت تمارس في بنجلاديش في وقت مبكر جدًا من تاريخها. التي أدلى بها حاكم دارالا، في بنغلاديش، أكبر vahara البوذية في شبه القارة الهندية، وقد وصفت بأنها «متعة للعين من العالم».
يحتوي معبد Kantigua في Dienagpur ، المبني على طراز نافارا، على أحد أروع الأمثلة على ديكورات التراكوتا في الفترة المتأخرة من الفن.
تم وصف مسجد ستون دوم في مدينة بغرات بأنه «أكثر الآثار الإسلامية إثارة للإعجاب في شبه القارة الهندية بأكملها». قلعة لالباغ هي واحدة من أعظم الأمثلة على العمارة المغولية.
كما يتميز تأثير العمارة الأوروبية في العديد من الآثار والكنائس الاستعمارية في البلاد. أهمها منزل أحسان، المقر السابق لنواباس دكا، وتحولت لاحقاً إلى متحف.
في السياق الحديث، أصبحت الهندسة البنجلاديشية أكثر تنوعًا وتشمل انعكاسات للسمات المعمارية المعاصرة وأشكال جمالية فنية وتكنولوجية متقدمة منذ تأسيس بنغلاديش، عزز التقدم الاقتصادي الهندسة المعمارية من أشكالها التقليدية إلى السياق المعاصر مع التحضر المتزايد والتحديث، فقد أصبح شكل معماري حديث، تغطي مجموعة واسعة من تراثها وتقاليدها.

## فن النحت البنغلاديشي
على عكس أجزاء أخرى من شبه القارة الهندية، بدأ النحت في بنغلاديش عن طريق صب الطين بسبب ندرة إزالة الحجر ووفرة الطين الطيني يعود هذا إلى القرن الثالث / الثاني قبل الميلاد.
بمرور الوقت، بدأ تأثير شمال ووسط الهند بالنمو في فن النحت البنغلاديشي وبدأ في عرض المنحوتات الحجرية منذ القرون الثلاثة الأولى من العصر المشترك، بدأ النحاتون المحليون في صناعة التماثيل الحجرية السوداء على طراز كوسانا، الأصلي في شمال الهند كانت هذه المنحوتات صور للآلهة التي كان يعبدها أتباع الديانات الرئيسية الثلاثة في ذلك الوقت - البراهمانية والبوذية والجيلية.

## الفن الشعبي البنغلاديشي
وكما هو الحال في بلدان أخرى من العالم، طور الناس من الأفكار الريفية والبدائية الفن الشعبي في بنغلاديش، وبسبب هذا، تمتلئ بنية ونمو الفن الشعبي في بنغلاديش بحيوية صافية وبسيطة بالتمثيلات الرمزية للأمل والطموح والإحساس بالجمال لدى سكان الريف البنغاليين أيضا ساعدت البيئة والأنشطة الزراعية إلى حد كبير في إثراء الفن الشعبي التقليدي لبنغلاديش. حيث تستخدم الزخارف التقليدية التي تعكس الأرض وشعبها، تميل الأشكال المختلفة للفن الشعبي إلى تكرار هذه الأشكال الشائعة على سبيل المثال، يتم النظر إلى اللوتس، والشمس، وشجرة الحياة، والزواحف المنمقة وغيرها في اللوحات، والتطريز، والنسيج، والنقش والحفر. ومن الأشكال الشائعة الأخرى الأسماك، الفيل، الحصان، الطاووس، الدائرة، الأمواج، المعبد، المسجد إلخ. العديد من هذه الأشكال لها معان رمزية حيث تمثل الأسماك الخصوبة، ورخاء ازدهار الأرز، ونقاء اللوتس. 
أيضا من العوامل التي أثرت على هذا الفن الفصول الستة.

## الفن الحديث
تعود جذور حركة الفن الحديث في بنجلاديش إلى بدايات القرن العشرين في ذلك الوقت لم يكن هناك تدريب أو مؤسسات تعليمية للفنون في بنغلاديش في أواخر القرن التاسع عشر، بدأ البريطانيون في إنشاء مدارس للفنون في كلكاتا، عاصمة البنغال آنذاك، والتي ألهمت المعجبين بالفن المحلي لمتابعة شكل معين من الفن. كما استفاد من ذلك محبو الفن في بنغلادش أو البنغال الشرقي. هذه الظاهرة موجة ولادة لكثير من الشخصيات البارزة للفنون في بنغلاديش التي الشهرة لا تنتشر فقط من خلال بنغلاديش ولكن أيضا العالم كله. كان زين العابدين من هذا الجيل من الفنانين يعتبر رائد حركة الفن في بنغلاديش.
بعد تقسيم الهند، أصبحت كلكاتا جزءًا من ولاية البنغال الغربية في الهند، في حين أن المنطقة الجغرافية الحالية في بنجلاديش شكلت إقليم باكستان الشرقية في باكستان. هنا، شعر الفنانون المحليون بحاجة ماسة إلى مؤسسة فنية في بنغلاديش. في عام 1948، أنشأ زين العابدين، جنبا إلى جنب مع فنانين محليين بارزين آخرين مثل كامرول حسن، وصفي الدين أحمد، وأنوار الحق، وخواجة شفيق، المعهد الحكومي للفنون والحرف لتطوير التقاليد الفنية في بنغلاديش.
منذ تأسيس المعهد الفني، بدأ الفنانون في بنغلاديش بالحصول على الكفاءة المهنية المطلوبة، كما بدأوا في إضفاء قيمة تجارية عليها. وهذا ما دفعهم لتنظيم معارض فنية لعرض عملهم على الجماهير وبحلول الستينيات بدأ الفنانون في الربط بالتقاليد الفنية لأجزاء أخرى من العالم، مما جعلهم يفهمون الفنون الجميلة في تلك البلدان ذهب العديد من الفنانين إلى أوروبا واليابان لتدريبهم وعادوا بأفكار جديدة وأحدث التقنيات، لكنهم كانوا غارقين في تقاليد أشكال الفن المحلي.
بعد استقلال بنغلاديش، أنشئت أكاديمية شيلباكالا البنجلاديشية في عام 1974، وبدأت فيما بعد تنظيم معارض ومهرجانات فنية منتظمة تضم فنانين محليين ودوليين على حد سواء. في هذا الوقت، بدأ الفن البنغلاديشي في الحصول على اعترافات وتقدير دوليين. بعد استقلال بنغلاديش، جاء تأثير كبير من مجموعة الفنانين التقدميين في بومباي، والتي ضمت العديد من الأشخاص البنغاليين.

. "